# Шахова партія «Космос — Земля»

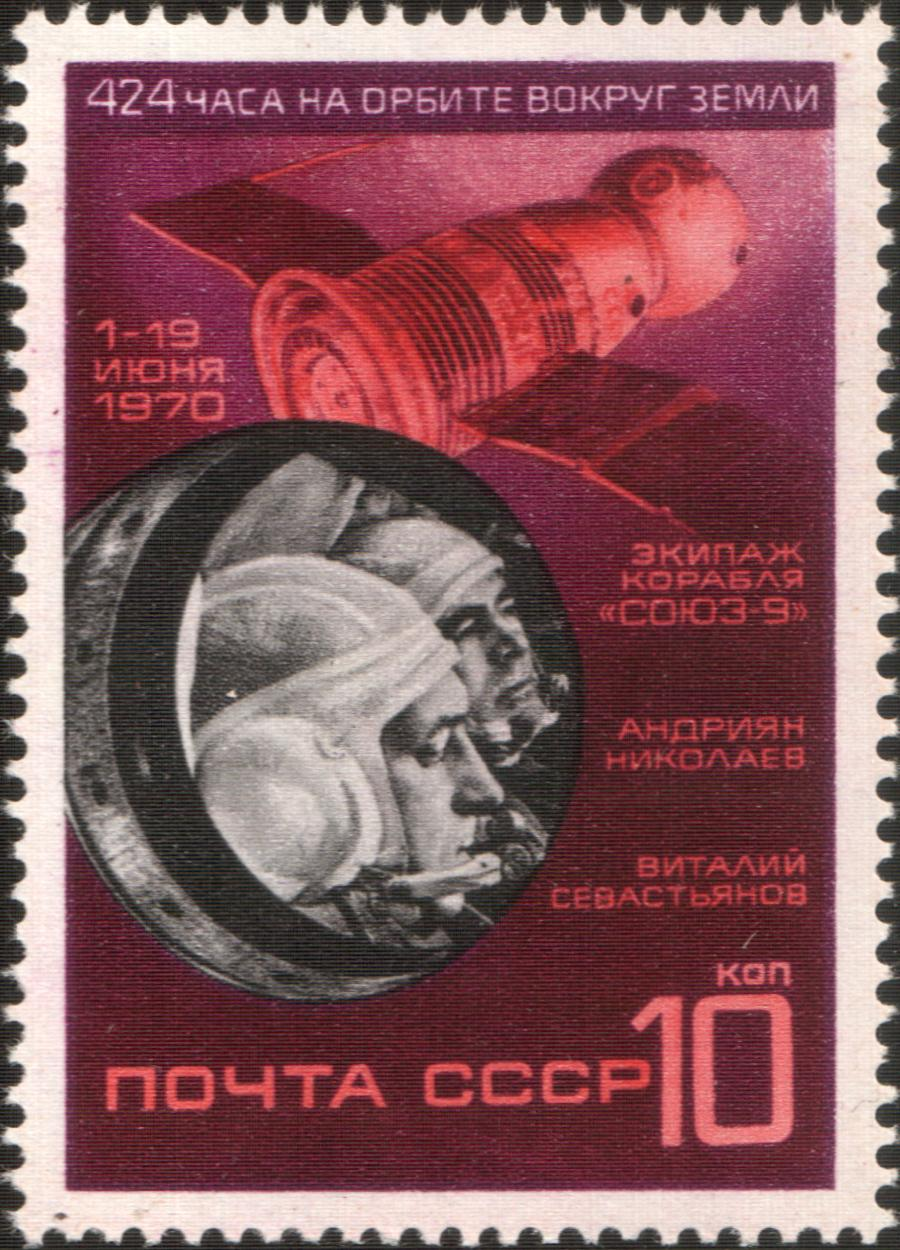
Радянська марка зі зображеннями космонавтів «Союза-9»

Шахова партія «Космос — Земля» — перша шахова партія між космонавтами та представниками Землі. Відбулася 9 червня 1970 року. Космос представляв екіпаж радянського космічного корабля «Союз-9» — космонавти Андріян Ніколаєв і Віталій Севастьянов. Землю — керівник підготовки радянських космонавтів, генерал-полковник авіації Микола Каманін і льотчик-космонавт Віктор Горбатко.
Партію зіграли у день відпочинку екіпажу, вона тривала близько 6 годин (за цей час корабель 4 рази облетів Землю). Партія закінчилася нічиєю після 36 ходів. Зв'язок підтримували через радіо. Обмін ходами відбувався, коли корабель пролітав над територією СРСР. Для гри використали шахи спеціальної конструкції, що дозволяли проводити шахову партію в умовах невагомості (конструктор — кандидат біологічних наук, інженер Михайло Клевцов). Шахівниця мала невеликі розміри, а фігури пересувались по спеціальних щілинах, їх можна було закріпити на довільному полі або, коли фігуру збито, прикріпити до шахівниці збоку. За цю розробку Михайло Клевцов отримав медаль «За успіхи в народному господарстві». Також учений для зручності записів у стані невагомості розробив кулькову ручку з пастою твердої консистенції, яка надходила у стержень під тиском 3 атмосфери.
Окрім цієї партії космонавти також у 9-ий день польоту зіграли партію між собою.

## Запис партії «Космос — Земля»
|   | a | b | c | d | e | f | g | h |   |
| 8 | d8 чорний ферзь · g8 чорний король · a7 чорний пішак · h7 чорний пішак · f6 білий ферзь · g6 чорний пішак · d5 чорний пішак · c4 чорний пішак · d4 білий пішак · a3 білий пішак · c3 білий пішак · f3 білий пішак · h3 білий пішак · g1 білий король | d8 чорний ферзь · g8 чорний король · a7 чорний пішак · h7 чорний пішак · f6 білий ферзь · g6 чорний пішак · d5 чорний пішак · c4 чорний пішак · d4 білий пішак · a3 білий пішак · c3 білий пішак · f3 білий пішак · h3 білий пішак · g1 білий король | d8 чорний ферзь · g8 чорний король · a7 чорний пішак · h7 чорний пішак · f6 білий ферзь · g6 чорний пішак · d5 чорний пішак · c4 чорний пішак · d4 білий пішак · a3 білий пішак · c3 білий пішак · f3 білий пішак · h3 білий пішак · g1 білий король | d8 чорний ферзь · g8 чорний король · a7 чорний пішак · h7 чорний пішак · f6 білий ферзь · g6 чорний пішак · d5 чорний пішак · c4 чорний пішак · d4 білий пішак · a3 білий пішак · c3 білий пішак · f3 білий пішак · h3 білий пішак · g1 білий король | d8 чорний ферзь · g8 чорний король · a7 чорний пішак · h7 чорний пішак · f6 білий ферзь · g6 чорний пішак · d5 чорний пішак · c4 чорний пішак · d4 білий пішак · a3 білий пішак · c3 білий пішак · f3 білий пішак · h3 білий пішак · g1 білий король | d8 чорний ферзь · g8 чорний король · a7 чорний пішак · h7 чорний пішак · f6 білий ферзь · g6 чорний пішак · d5 чорний пішак · c4 чорний пішак · d4 білий пішак · a3 білий пішак · c3 білий пішак · f3 білий пішак · h3 білий пішак · g1 білий король | d8 чорний ферзь · g8 чорний король · a7 чорний пішак · h7 чорний пішак · f6 білий ферзь · g6 чорний пішак · d5 чорний пішак · c4 чорний пішак · d4 білий пішак · a3 білий пішак · c3 білий пішак · f3 білий пішак · h3 білий пішак · g1 білий король | d8 чорний ферзь · g8 чорний король · a7 чорний пішак · h7 чорний пішак · f6 білий ферзь · g6 чорний пішак · d5 чорний пішак · c4 чорний пішак · d4 білий пішак · a3 білий пішак · c3 білий пішак · f3 білий пішак · h3 білий пішак · g1 білий король | 8 |
| 7 | d8 чорний ферзь · g8 чорний король · a7 чорний пішак · h7 чорний пішак · f6 білий ферзь · g6 чорний пішак · d5 чорний пішак · c4 чорний пішак · d4 білий пішак · a3 білий пішак · c3 білий пішак · f3 білий пішак · h3 білий пішак · g1 білий король | d8 чорний ферзь · g8 чорний король · a7 чорний пішак · h7 чорний пішак · f6 білий ферзь · g6 чорний пішак · d5 чорний пішак · c4 чорний пішак · d4 білий пішак · a3 білий пішак · c3 білий пішак · f3 білий пішак · h3 білий пішак · g1 білий король | d8 чорний ферзь · g8 чорний король · a7 чорний пішак · h7 чорний пішак · f6 білий ферзь · g6 чорний пішак · d5 чорний пішак · c4 чорний пішак · d4 білий пішак · a3 білий пішак · c3 білий пішак · f3 білий пішак · h3 білий пішак · g1 білий король | d8 чорний ферзь · g8 чорний король · a7 чорний пішак · h7 чорний пішак · f6 білий ферзь · g6 чорний пішак · d5 чорний пішак · c4 чорний пішак · d4 білий пішак · a3 білий пішак · c3 білий пішак · f3 білий пішак · h3 білий пішак · g1 білий король | d8 чорний ферзь · g8 чорний король · a7 чорний пішак · h7 чорний пішак · f6 білий ферзь · g6 чорний пішак · d5 чорний пішак · c4 чорний пішак · d4 білий пішак · a3 білий пішак · c3 білий пішак · f3 білий пішак · h3 білий пішак · g1 білий король | d8 чорний ферзь · g8 чорний король · a7 чорний пішак · h7 чорний пішак · f6 білий ферзь · g6 чорний пішак · d5 чорний пішак · c4 чорний пішак · d4 білий пішак · a3 білий пішак · c3 білий пішак · f3 білий пішак · h3 білий пішак · g1 білий король | d8 чорний ферзь · g8 чорний король · a7 чорний пішак · h7 чорний пішак · f6 білий ферзь · g6 чорний пішак · d5 чорний пішак · c4 чорний пішак · d4 білий пішак · a3 білий пішак · c3 білий пішак · f3 білий пішак · h3 білий пішак · g1 білий король | d8 чорний ферзь · g8 чорний король · a7 чорний пішак · h7 чорний пішак · f6 білий ферзь · g6 чорний пішак · d5 чорний пішак · c4 чорний пішак · d4 білий пішак · a3 білий пішак · c3 білий пішак · f3 білий пішак · h3 білий пішак · g1 білий король | 7 |
| 6 | d8 чорний ферзь · g8 чорний король · a7 чорний пішак · h7 чорний пішак · f6 білий ферзь · g6 чорний пішак · d5 чорний пішак · c4 чорний пішак · d4 білий пішак · a3 білий пішак · c3 білий пішак · f3 білий пішак · h3 білий пішак · g1 білий король | d8 чорний ферзь · g8 чорний король · a7 чорний пішак · h7 чорний пішак · f6 білий ферзь · g6 чорний пішак · d5 чорний пішак · c4 чорний пішак · d4 білий пішак · a3 білий пішак · c3 білий пішак · f3 білий пішак · h3 білий пішак · g1 білий король | d8 чорний ферзь · g8 чорний король · a7 чорний пішак · h7 чорний пішак · f6 білий ферзь · g6 чорний пішак · d5 чорний пішак · c4 чорний пішак · d4 білий пішак · a3 білий пішак · c3 білий пішак · f3 білий пішак · h3 білий пішак · g1 білий король | d8 чорний ферзь · g8 чорний король · a7 чорний пішак · h7 чорний пішак · f6 білий ферзь · g6 чорний пішак · d5 чорний пішак · c4 чорний пішак · d4 білий пішак · a3 білий пішак · c3 білий пішак · f3 білий пішак · h3 білий пішак · g1 білий король | d8 чорний ферзь · g8 чорний король · a7 чорний пішак · h7 чорний пішак · f6 білий ферзь · g6 чорний пішак · d5 чорний пішак · c4 чорний пішак · d4 білий пішак · a3 білий пішак · c3 білий пішак · f3 білий пішак · h3 білий пішак · g1 білий король | d8 чорний ферзь · g8 чорний король · a7 чорний пішак · h7 чорний пішак · f6 білий ферзь · g6 чорний пішак · d5 чорний пішак · c4 чорний пішак · d4 білий пішак · a3 білий пішак · c3 білий пішак · f3 білий пішак · h3 білий пішак · g1 білий король | d8 чорний ферзь · g8 чорний король · a7 чорний пішак · h7 чорний пішак · f6 білий ферзь · g6 чорний пішак · d5 чорний пішак · c4 чорний пішак · d4 білий пішак · a3 білий пішак · c3 білий пішак · f3 білий пішак · h3 білий пішак · g1 білий король | d8 чорний ферзь · g8 чорний король · a7 чорний пішак · h7 чорний пішак · f6 білий ферзь · g6 чорний пішак · d5 чорний пішак · c4 чорний пішак · d4 білий пішак · a3 білий пішак · c3 білий пішак · f3 білий пішак · h3 білий пішак · g1 білий король | 6 |
| 5 | d8 чорний ферзь · g8 чорний король · a7 чорний пішак · h7 чорний пішак · f6 білий ферзь · g6 чорний пішак · d5 чорний пішак · c4 чорний пішак · d4 білий пішак · a3 білий пішак · c3 білий пішак · f3 білий пішак · h3 білий пішак · g1 білий король | d8 чорний ферзь · g8 чорний король · a7 чорний пішак · h7 чорний пішак · f6 білий ферзь · g6 чорний пішак · d5 чорний пішак · c4 чорний пішак · d4 білий пішак · a3 білий пішак · c3 білий пішак · f3 білий пішак · h3 білий пішак · g1 білий король | d8 чорний ферзь · g8 чорний король · a7 чорний пішак · h7 чорний пішак · f6 білий ферзь · g6 чорний пішак · d5 чорний пішак · c4 чорний пішак · d4 білий пішак · a3 білий пішак · c3 білий пішак · f3 білий пішак · h3 білий пішак · g1 білий король | d8 чорний ферзь · g8 чорний король · a7 чорний пішак · h7 чорний пішак · f6 білий ферзь · g6 чорний пішак · d5 чорний пішак · c4 чорний пішак · d4 білий пішак · a3 білий пішак · c3 білий пішак · f3 білий пішак · h3 білий пішак · g1 білий король | d8 чорний ферзь · g8 чорний король · a7 чорний пішак · h7 чорний пішак · f6 білий ферзь · g6 чорний пішак · d5 чорний пішак · c4 чорний пішак · d4 білий пішак · a3 білий пішак · c3 білий пішак · f3 білий пішак · h3 білий пішак · g1 білий король | d8 чорний ферзь · g8 чорний король · a7 чорний пішак · h7 чорний пішак · f6 білий ферзь · g6 чорний пішак · d5 чорний пішак · c4 чорний пішак · d4 білий пішак · a3 білий пішак · c3 білий пішак · f3 білий пішак · h3 білий пішак · g1 білий король | d8 чорний ферзь · g8 чорний король · a7 чорний пішак · h7 чорний пішак · f6 білий ферзь · g6 чорний пішак · d5 чорний пішак · c4 чорний пішак · d4 білий пішак · a3 білий пішак · c3 білий пішак · f3 білий пішак · h3 білий пішак · g1 білий король | d8 чорний ферзь · g8 чорний король · a7 чорний пішак · h7 чорний пішак · f6 білий ферзь · g6 чорний пішак · d5 чорний пішак · c4 чорний пішак · d4 білий пішак · a3 білий пішак · c3 білий пішак · f3 білий пішак · h3 білий пішак · g1 білий король | 5 |
| 4 | d8 чорний ферзь · g8 чорний король · a7 чорний пішак · h7 чорний пішак · f6 білий ферзь · g6 чорний пішак · d5 чорний пішак · c4 чорний пішак · d4 білий пішак · a3 білий пішак · c3 білий пішак · f3 білий пішак · h3 білий пішак · g1 білий король | d8 чорний ферзь · g8 чорний король · a7 чорний пішак · h7 чорний пішак · f6 білий ферзь · g6 чорний пішак · d5 чорний пішак · c4 чорний пішак · d4 білий пішак · a3 білий пішак · c3 білий пішак · f3 білий пішак · h3 білий пішак · g1 білий король | d8 чорний ферзь · g8 чорний король · a7 чорний пішак · h7 чорний пішак · f6 білий ферзь · g6 чорний пішак · d5 чорний пішак · c4 чорний пішак · d4 білий пішак · a3 білий пішак · c3 білий пішак · f3 білий пішак · h3 білий пішак · g1 білий король | d8 чорний ферзь · g8 чорний король · a7 чорний пішак · h7 чорний пішак · f6 білий ферзь · g6 чорний пішак · d5 чорний пішак · c4 чорний пішак · d4 білий пішак · a3 білий пішак · c3 білий пішак · f3 білий пішак · h3 білий пішак · g1 білий король | d8 чорний ферзь · g8 чорний король · a7 чорний пішак · h7 чорний пішак · f6 білий ферзь · g6 чорний пішак · d5 чорний пішак · c4 чорний пішак · d4 білий пішак · a3 білий пішак · c3 білий пішак · f3 білий пішак · h3 білий пішак · g1 білий король | d8 чорний ферзь · g8 чорний король · a7 чорний пішак · h7 чорний пішак · f6 білий ферзь · g6 чорний пішак · d5 чорний пішак · c4 чорний пішак · d4 білий пішак · a3 білий пішак · c3 білий пішак · f3 білий пішак · h3 білий пішак · g1 білий король | d8 чорний ферзь · g8 чорний король · a7 чорний пішак · h7 чорний пішак · f6 білий ферзь · g6 чорний пішак · d5 чорний пішак · c4 чорний пішак · d4 білий пішак · a3 білий пішак · c3 білий пішак · f3 білий пішак · h3 білий пішак · g1 білий король | d8 чорний ферзь · g8 чорний король · a7 чорний пішак · h7 чорний пішак · f6 білий ферзь · g6 чорний пішак · d5 чорний пішак · c4 чорний пішак · d4 білий пішак · a3 білий пішак · c3 білий пішак · f3 білий пішак · h3 білий пішак · g1 білий король | 4 |
| 3 | d8 чорний ферзь · g8 чорний король · a7 чорний пішак · h7 чорний пішак · f6 білий ферзь · g6 чорний пішак · d5 чорний пішак · c4 чорний пішак · d4 білий пішак · a3 білий пішак · c3 білий пішак · f3 білий пішак · h3 білий пішак · g1 білий король | d8 чорний ферзь · g8 чорний король · a7 чорний пішак · h7 чорний пішак · f6 білий ферзь · g6 чорний пішак · d5 чорний пішак · c4 чорний пішак · d4 білий пішак · a3 білий пішак · c3 білий пішак · f3 білий пішак · h3 білий пішак · g1 білий король | d8 чорний ферзь · g8 чорний король · a7 чорний пішак · h7 чорний пішак · f6 білий ферзь · g6 чорний пішак · d5 чорний пішак · c4 чорний пішак · d4 білий пішак · a3 білий пішак · c3 білий пішак · f3 білий пішак · h3 білий пішак · g1 білий король | d8 чорний ферзь · g8 чорний король · a7 чорний пішак · h7 чорний пішак · f6 білий ферзь · g6 чорний пішак · d5 чорний пішак · c4 чорний пішак · d4 білий пішак · a3 білий пішак · c3 білий пішак · f3 білий пішак · h3 білий пішак · g1 білий король | d8 чорний ферзь · g8 чорний король · a7 чорний пішак · h7 чорний пішак · f6 білий ферзь · g6 чорний пішак · d5 чорний пішак · c4 чорний пішак · d4 білий пішак · a3 білий пішак · c3 білий пішак · f3 білий пішак · h3 білий пішак · g1 білий король | d8 чорний ферзь · g8 чорний король · a7 чорний пішак · h7 чорний пішак · f6 білий ферзь · g6 чорний пішак · d5 чорний пішак · c4 чорний пішак · d4 білий пішак · a3 білий пішак · c3 білий пішак · f3 білий пішак · h3 білий пішак · g1 білий король | d8 чорний ферзь · g8 чорний король · a7 чорний пішак · h7 чорний пішак · f6 білий ферзь · g6 чорний пішак · d5 чорний пішак · c4 чорний пішак · d4 білий пішак · a3 білий пішак · c3 білий пішак · f3 білий пішак · h3 білий пішак · g1 білий король | d8 чорний ферзь · g8 чорний король · a7 чорний пішак · h7 чорний пішак · f6 білий ферзь · g6 чорний пішак · d5 чорний пішак · c4 чорний пішак · d4 білий пішак · a3 білий пішак · c3 білий пішак · f3 білий пішак · h3 білий пішак · g1 білий король | 3 |
| 2 | d8 чорний ферзь · g8 чорний король · a7 чорний пішак · h7 чорний пішак · f6 білий ферзь · g6 чорний пішак · d5 чорний пішак · c4 чорний пішак · d4 білий пішак · a3 білий пішак · c3 білий пішак · f3 білий пішак · h3 білий пішак · g1 білий король | d8 чорний ферзь · g8 чорний король · a7 чорний пішак · h7 чорний пішак · f6 білий ферзь · g6 чорний пішак · d5 чорний пішак · c4 чорний пішак · d4 білий пішак · a3 білий пішак · c3 білий пішак · f3 білий пішак · h3 білий пішак · g1 білий король | d8 чорний ферзь · g8 чорний король · a7 чорний пішак · h7 чорний пішак · f6 білий ферзь · g6 чорний пішак · d5 чорний пішак · c4 чорний пішак · d4 білий пішак · a3 білий пішак · c3 білий пішак · f3 білий пішак · h3 білий пішак · g1 білий король | d8 чорний ферзь · g8 чорний король · a7 чорний пішак · h7 чорний пішак · f6 білий ферзь · g6 чорний пішак · d5 чорний пішак · c4 чорний пішак · d4 білий пішак · a3 білий пішак · c3 білий пішак · f3 білий пішак · h3 білий пішак · g1 білий король | d8 чорний ферзь · g8 чорний король · a7 чорний пішак · h7 чорний пішак · f6 білий ферзь · g6 чорний пішак · d5 чорний пішак · c4 чорний пішак · d4 білий пішак · a3 білий пішак · c3 білий пішак · f3 білий пішак · h3 білий пішак · g1 білий король | d8 чорний ферзь · g8 чорний король · a7 чорний пішак · h7 чорний пішак · f6 білий ферзь · g6 чорний пішак · d5 чорний пішак · c4 чорний пішак · d4 білий пішак · a3 білий пішак · c3 білий пішак · f3 білий пішак · h3 білий пішак · g1 білий король | d8 чорний ферзь · g8 чорний король · a7 чорний пішак · h7 чорний пішак · f6 білий ферзь · g6 чорний пішак · d5 чорний пішак · c4 чорний пішак · d4 білий пішак · a3 білий пішак · c3 білий пішак · f3 білий пішак · h3 білий пішак · g1 білий король | d8 чорний ферзь · g8 чорний король · a7 чорний пішак · h7 чорний пішак · f6 білий ферзь · g6 чорний пішак · d5 чорний пішак · c4 чорний пішак · d4 білий пішак · a3 білий пішак · c3 білий пішак · f3 білий пішак · h3 білий пішак · g1 білий король | 2 |
| 1 | d8 чорний ферзь · g8 чорний король · a7 чорний пішак · h7 чорний пішак · f6 білий ферзь · g6 чорний пішак · d5 чорний пішак · c4 чорний пішак · d4 білий пішак · a3 білий пішак · c3 білий пішак · f3 білий пішак · h3 білий пішак · g1 білий король | d8 чорний ферзь · g8 чорний король · a7 чорний пішак · h7 чорний пішак · f6 білий ферзь · g6 чорний пішак · d5 чорний пішак · c4 чорний пішак · d4 білий пішак · a3 білий пішак · c3 білий пішак · f3 білий пішак · h3 білий пішак · g1 білий король | d8 чорний ферзь · g8 чорний король · a7 чорний пішак · h7 чорний пішак · f6 білий ферзь · g6 чорний пішак · d5 чорний пішак · c4 чорний пішак · d4 білий пішак · a3 білий пішак · c3 білий пішак · f3 білий пішак · h3 білий пішак · g1 білий король | d8 чорний ферзь · g8 чорний король · a7 чорний пішак · h7 чорний пішак · f6 білий ферзь · g6 чорний пішак · d5 чорний пішак · c4 чорний пішак · d4 білий пішак · a3 білий пішак · c3 білий пішак · f3 білий пішак · h3 білий пішак · g1 білий король | d8 чорний ферзь · g8 чорний король · a7 чорний пішак · h7 чорний пішак · f6 білий ферзь · g6 чорний пішак · d5 чорний пішак · c4 чорний пішак · d4 білий пішак · a3 білий пішак · c3 білий пішак · f3 білий пішак · h3 білий пішак · g1 білий король | d8 чорний ферзь · g8 чорний король · a7 чорний пішак · h7 чорний пішак · f6 білий ферзь · g6 чорний пішак · d5 чорний пішак · c4 чорний пішак · d4 білий пішак · a3 білий пішак · c3 білий пішак · f3 білий пішак · h3 білий пішак · g1 білий король | d8 чорний ферзь · g8 чорний король · a7 чорний пішак · h7 чорний пішак · f6 білий ферзь · g6 чорний пішак · d5 чорний пішак · c4 чорний пішак · d4 білий пішак · a3 білий пішак · c3 білий пішак · f3 білий пішак · h3 білий пішак · g1 білий король | d8 чорний ферзь · g8 чорний король · a7 чорний пішак · h7 чорний пішак · f6 білий ферзь · g6 чорний пішак · d5 чорний пішак · c4 чорний пішак · d4 білий пішак · a3 білий пішак · c3 білий пішак · f3 білий пішак · h3 білий пішак · g1 білий король | 1 |
|   | a | b | c | d | e | f | g | h |   |

1. d2 – d4 d7 – d5
2. c2 – c4 d5:c4
3. e2 – e3 e7 – e5
4. Cf1:c4 e5:d4
5. e3:d4 Kb8 – c6
6. Cc1 – e3 Cf8 – d6
7. Kb1 – c3 Kg8 – f6
8. Kg1 – f3 0 – 0
9. 0 – 0 Cc8 – g4
10. h2 – h3 Cg4 – f5
11. Kf3 – h4 Фd8 – d7
12. Фd1 – f3 Kc6 – e7
13. g2 – g4 Cf5 – g6
14. Тa1 – e1 Kpg8 – h8
15. Ce3 – g5 Ke7 – g8
16. Kh4 – g2 Тa8 – e8
17. Cg5 – e3 Cd6 – b4
18. a2 – a3 Cb4:c3
19. b2:c3 Cg6 – e4
20. Фf3 – g3 c7 – c6
21. f2 – f3 Ce4 – d5
22. Cc4 – d3 b7 – b5
23. Фg3 – h4 g7 – g6
24. Kg2 – f4 Cd5 – c4
25. Cd3:c4 b5:c4
26. Ce3 – d2 Тe8:e1
27. Тf1:e1 Kf6 – d5
28. g4 – g5 Фd7 – d6
29. Kf4:d5 c6:d5
30. Cd2 – f4 Фd6 – d8
31. Cf4 – e5+ f7 – f6
32. g5:f6 Kg8:f6
33. Ce5:f6+ Тf8:f6
34. Тe1 – e8+ Фd8:e8
35. Фh4:f6+ Kph8 – g8

Нічия